# Rhyncholaelia digbyana

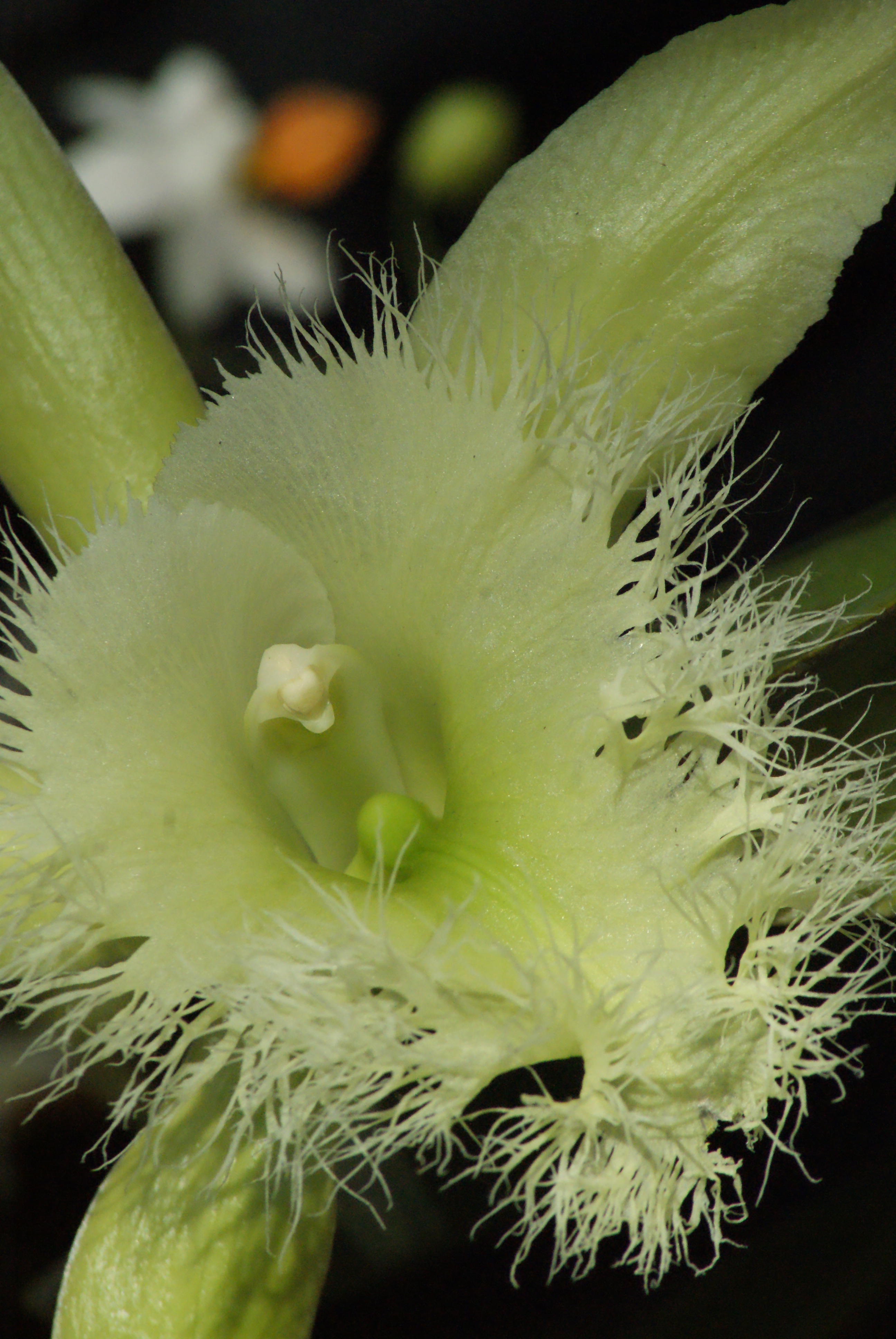
flor en detalle

Rhyncholaelia digbyana es una orquídea epífita distribuida por Centroamérica.

## Descripción
Especie epífita. Está muy próxima a Cattleya, con las que solo tienen de diferencia el número de polinia que en esta especie es de 12 que son desiguales. Los tallos son normalmente cortos.
Los pseudobulbos de unos 6 a 30 cm de longitud, son estrechos con forma de lapiceros, y están claramente separados. Cada pseudobulbo desarrolla una hoja cérea y aspecto de cuero de unos 20 cm de longitud.
La inflorescencia es una flor única, con sépalos y pétalos largos y estrechos de color blanco marfil, a veces de un suave tono verdoso. El labelo de color blanco forma un tubo con un orificio central. La base del labelo abraza rodeando circularmente la columna, dejando un orificio con numerosos flecos finos y blancos, como cabellos en forma de corona. La columna transporta 12 polinias desiguales. Florecen en primavera o verano, que en Honduras corresponde a los meses de abril, mayo y junio, inicio de la temporada lluviosa.

## Hábitat
Las especies de este género son epífitas y se encuentra en las tierras tropicales de Centroamérica, y especialmente en Honduras.

## Símbolo nacional de Honduras
Esta orquídea, conocida como «orquídea de la Virgen», es la flor nacional de Honduras. Fue declarada como tal por el Congreso Nacional de Honduras el 25 de noviembre de 1969 debido a sus características excepcionales de belleza, vigor y distinción. Además, en ese mismo acto se dictaron disposiciones pertinentes para la conservación en su estado y protección de los sitios donde se cultiva, el control de su comercialización, cultivo y conocimiento científico en los medios escolares. De 1946 a 1969, la flor nacional de Honduras era la rosa, la cual fue descartada por no ser esta una planta nativa hondureña.

## Taxonomía
Rhyncholaelia digbyana fue descrita por (Lindl.) Schltr. y publicado en Beihefte zum Botanischen Centralblatt. Zweite Abteilung, Systematik, Pflanzengeographie, angewandte Botanik 36(2): 477. 1918.
Sinónimos
- Brassavola digbyana Lindl., Edwards's Bot. Reg. 32: t. 53 (1846).
- Bletia digbyana (Lindl.) Rchb.f. in W.G.Walpers, Ann. Bot. Syst. 6: 422 (1862).
- Laelia digbyana (Lindl.) Benth., J. Linn. Soc., Bot. 18: 314 (1880).
- Cattleya digbyana (Lindl.) Gentil, Pl. Cult. Serres Jard. Bot. Brux.: 49 (1907).
- Laelia digbyana var. fimbripetala Ames, Amer. Orchid Soc. Bull. 1: 59 (1932).
- Brassavola digbyana var. fimbripetala (Ames) H.G.Jones, Orchid Rev. 70: 234 (1962).
- Brassavola digbyana f. fimbripetala (Ames) O.Gruss & M.Wolff, Orchid. Atlas: 49 (2007).[4]